# Mission Joffre en Extrême-Orient
La mission Joffre en Extrême-Orient (11 novembre 1921-12 mars 1922) est une mission diplomatique qui a pour but de renforcer l'influence française dans les pays émergents asiatiques (Indochine, Cambodge, Siam, Japon, Corée et république de Chine) et de les remercier pour leur participation à la Grande Guerre.

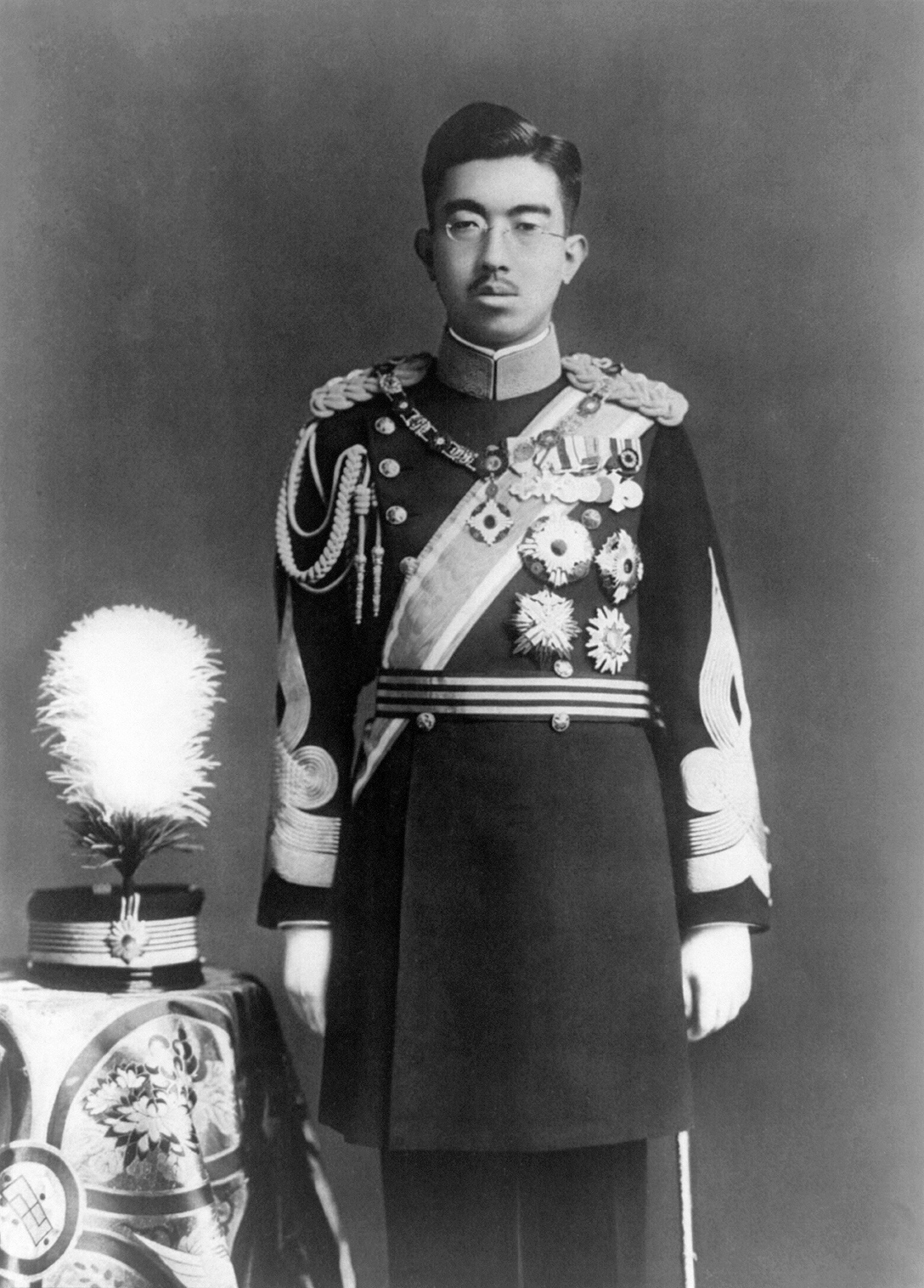
Le prince Héritier Hiro Hito.

Le gouvernement fait appel au maréchal Joffre, héros de la bataille de la Marne, comme ambassadeur de prestige pour cette mission.

## Visite du prince héritier Hirohito en France
Le prince héritier Hirohito effectue un tour d’Europe: Son voyage dure 6 mois et l’emmène en Italie, en Angleterre, aux Pays-Bas, en Belgique et en France.
En France, il fait étape à Verdun le 24 juin 1921 au moment des cérémonies de la bataille de Verdun. Il visite à cette occasion les champs de bataille de Verdun, l’Hôtel de Ville et le tout nouveau musée de guerre en compagnie du maréchal Pétain. Le Prince Impérial fit à cette occasion un don à la Ville pour une école.

## Le but de la mission Joffre en Extrême-Orient
Le principe d’une mission française officielle en Extrême-Orient : il faut rendre au Japon la visite que le prince héritier Hirohito venait de faire à la France et de resserrer nos liens d’amitié avec tous les pays d’Asie qui avaient participé à la victoire.

Le président du Conseil et ministre des Affaires étrangères, Aristide Briand, écrit dans une lettre du 28 juin 1921;
« J’ai été amené à penser que l’Extrême-Orient n’ayant encore reçu aucun des grands chefs de nos armées, il y aurait avantage pour le prestige français et pour notre action dans le monde à ce que le Maréchal Joffre pût s’y rendre en mission »
On demande, au vainqueur de la Marne, d’accepter cette mission en raison de son prestige. Joffre accepte très vite de reprendre son bâton de pèlerin pour mettre une nouvelle fois le prestige de sa gloire au service de la France.
Le Maréchal s’embarque, avec sa famille et quelques officiers, à Marseille le 11 novembre 1921 à bord du Porthos (un paquebot des Messageries maritimes) pour l’Indochine, le royaume de Siam, l'empire du Japon, la Corée et la république de Chine.

## La traversée

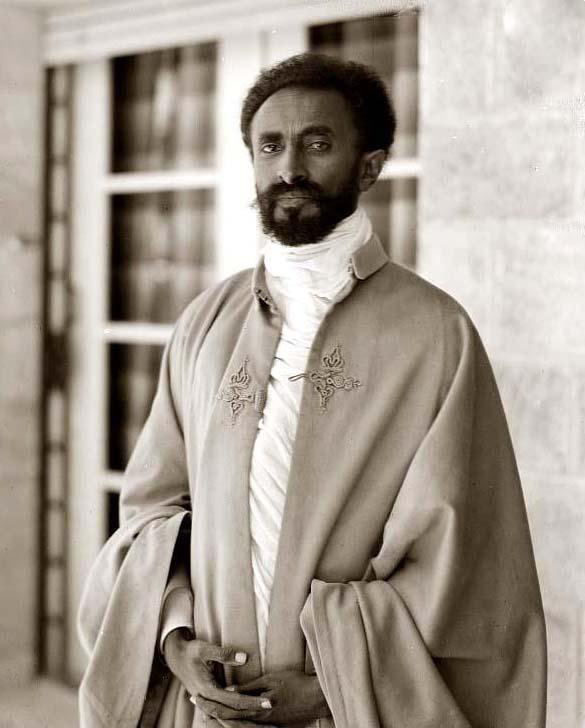
Le prince régent Haïlé Sélassié.

Le voyage dure 17 jours et ponctué de nombreuses escales où il recevra de très nombreux hommages.
Lors de ses escale à Port-Saïd, Ismaïlia et Djibouti (chef-lieu de la Côte française des Somalis), le Maréchal reçoit l’accueil enthousiaste des colons et des indigènes. Le prince héritier d’Éthiopie, le futur empereur Haïlé Sélassié Ier, lui envoie au passage le salut de tout son empire.
Puis les trois escales supplémentaire à Colombo, Penang, Singapour : Les trois gouverneurs anglais tiennent à recevoir le Maréchal et à lui rendre les plus grands honneurs. Ils ont groupé autour de leur table tous les Français qui résident sur leur territoire, et ceux-ci, anciens combattants pour la plupart, rayonnent de pouvoir contempler de près l’un des héros de leur patrie.
En rade de Singapour, le Maréchal est monté à bord du Montcalm, le croiseur cuirassé de la division navale d’Extrême-Orient. Le gouvernement l’a mis à sa disposition pour le transporter avec un caractère plus officiel en Indochine, au Siam et au Japon.

## Indochine française:Cochinchine: Saigon

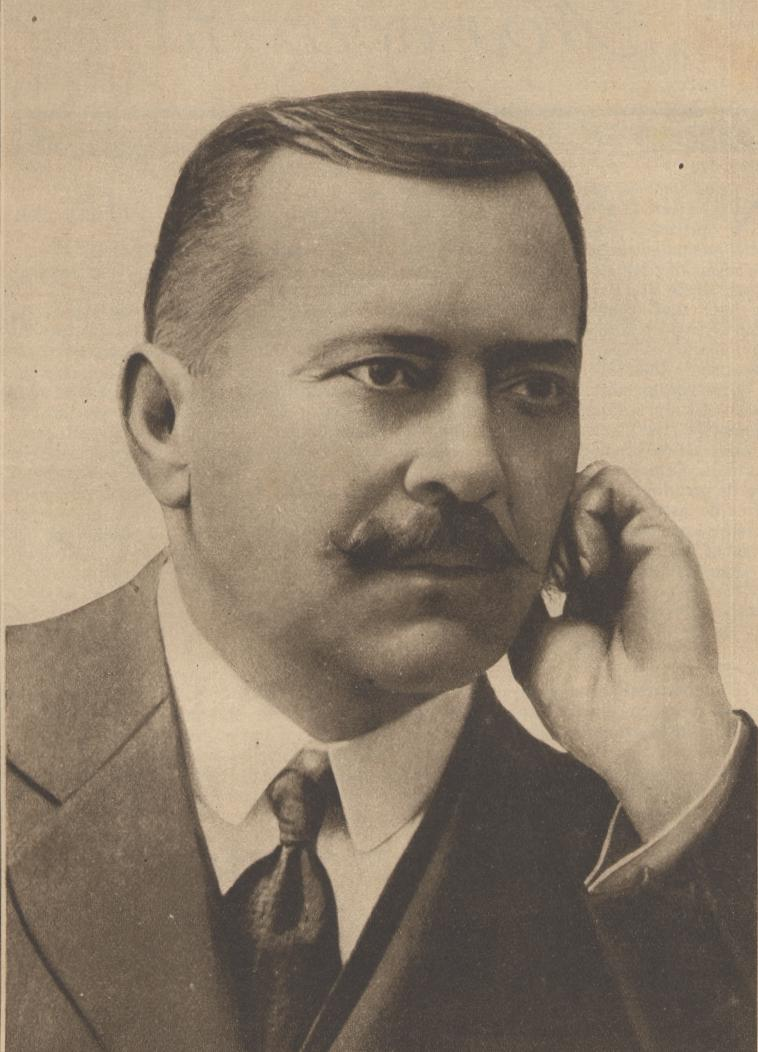
Le gouverneur général de l'Indochine Maurice Long.

Le 9 décembre 1921,le gouverneur d'Indochine  Maurice Long accueille chaleureusement le maréchal Joffre. Une foule considérable acclame le Maréchal qui se rend au palais du Gouvernement à travers les rues toutes pavoisées : les Marseillaise retentissent à tous les carrefours ; les cloches sonnent, les rues sont noires de monde.

Le lendemain, dans la grande salle des fêtes du Palais, le Maréchal reçoit les corps et services du Gouvernement général : Maurice Long prononce un éloquent discours auquel le Maréchal répond par les paroles suivantes :

« Vous avez, monsieur le Gouverneur général, exprimé dans les termes les meilleurs le sens de la visite que je viens faire en Indochine : pendant la guerre, la France a admiré la généreuse manière dont ses fils d’Extrême-Orient ont participé à sa défense. Au front, sur mer, dans les services de ravitaillement, au moment des emprunts, celle que la France considère comme la plus belle et la plus évoluée de ses colonies a montré surabondamment son loyalisme et son patriotisme. Et c’est pour exprimer à l’Indochine sa reconnaissance et son amour que le Gouvernement de la République m’a prié de lui apporter le salut et le baiser de la Mère Patrie.
Nulle tâche ne pouvait m’être plus agréable, mais laissez-moi vous dire avec quelle joie profonde je l’ai acceptée : en effet, j’ai laissé en Indochine il y a plus de trente ans une partie de mon cœur : je suis venu l’y retrouver. »

À ce moment, le Gouverneur général lui tend les bras et les deux hommes s’embrassent aux applaudissements de la foule. Plusieurs visites officielles et des réceptions ont lieu : au Gouvernement de la Cochinchine, les notables indigènes sont venus des vingt provinces.

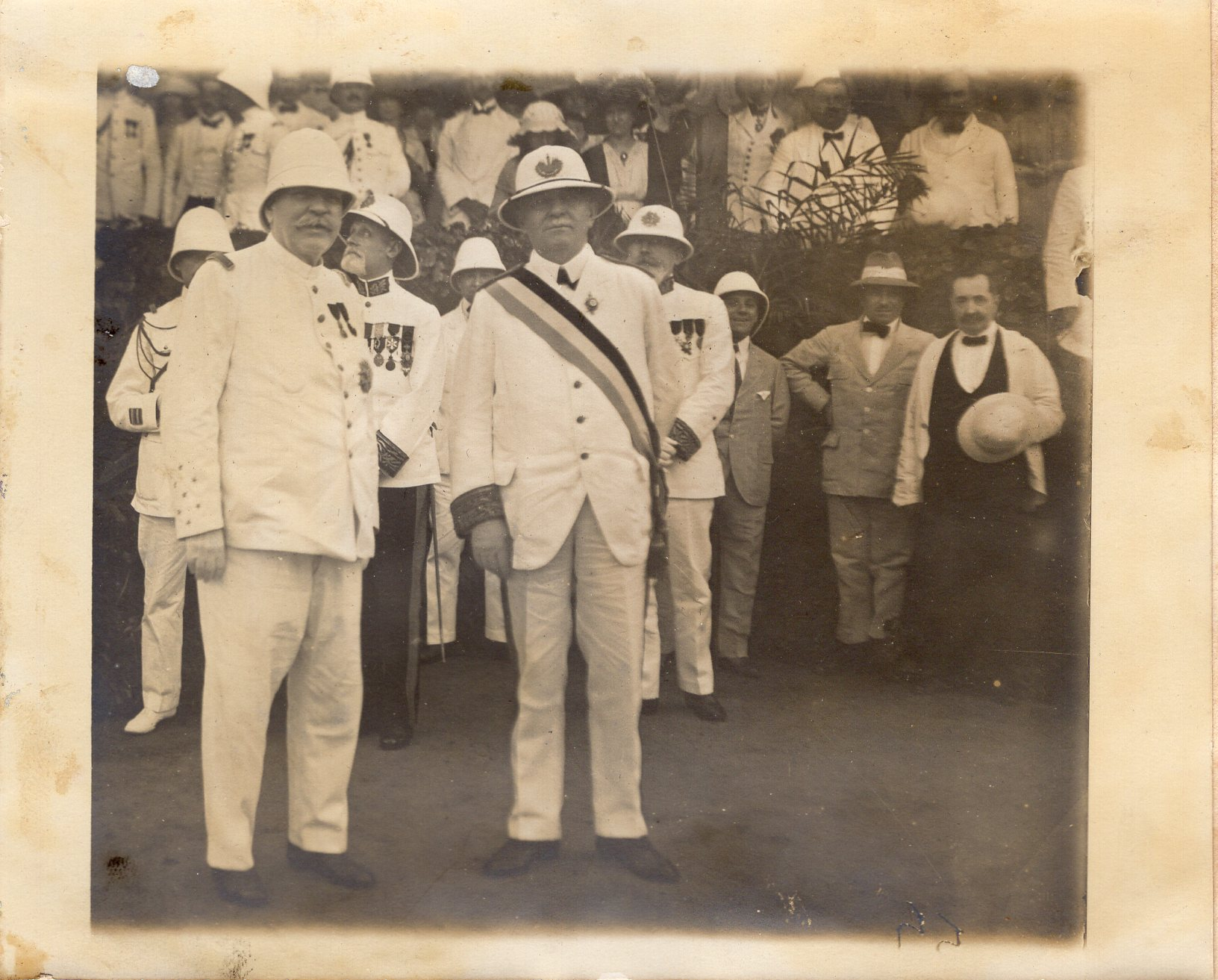
Le maréchal Joffre et le gouverneur Maurice Long : le 9 décembre 1921

Leur délégué, M. Le-van-trung, membre du Conseil de gouvernement de l’Indochine, prend la parole et salue le Maréchal en ces termes :

« C’est toute la Cochinchine loyale et dévouée qui vient aujourd’hui, dans la joie, déposer devant vous l’offrande spontanée de son affection et de sa reconnaissance : elle connaît aujourd’hui la récompense de se sentir mieux connue de la France et elle se rend compte que de cette meilleure compréhension sortira pour elle un essor illimité. »

Pendant trois jours, la ville de Saigon fête son illustre visiteur à travers des réceptions, défilés, banquets, etc.

## Indochine française:royaume du Cambodge:Phnom Penhet Siep Riep

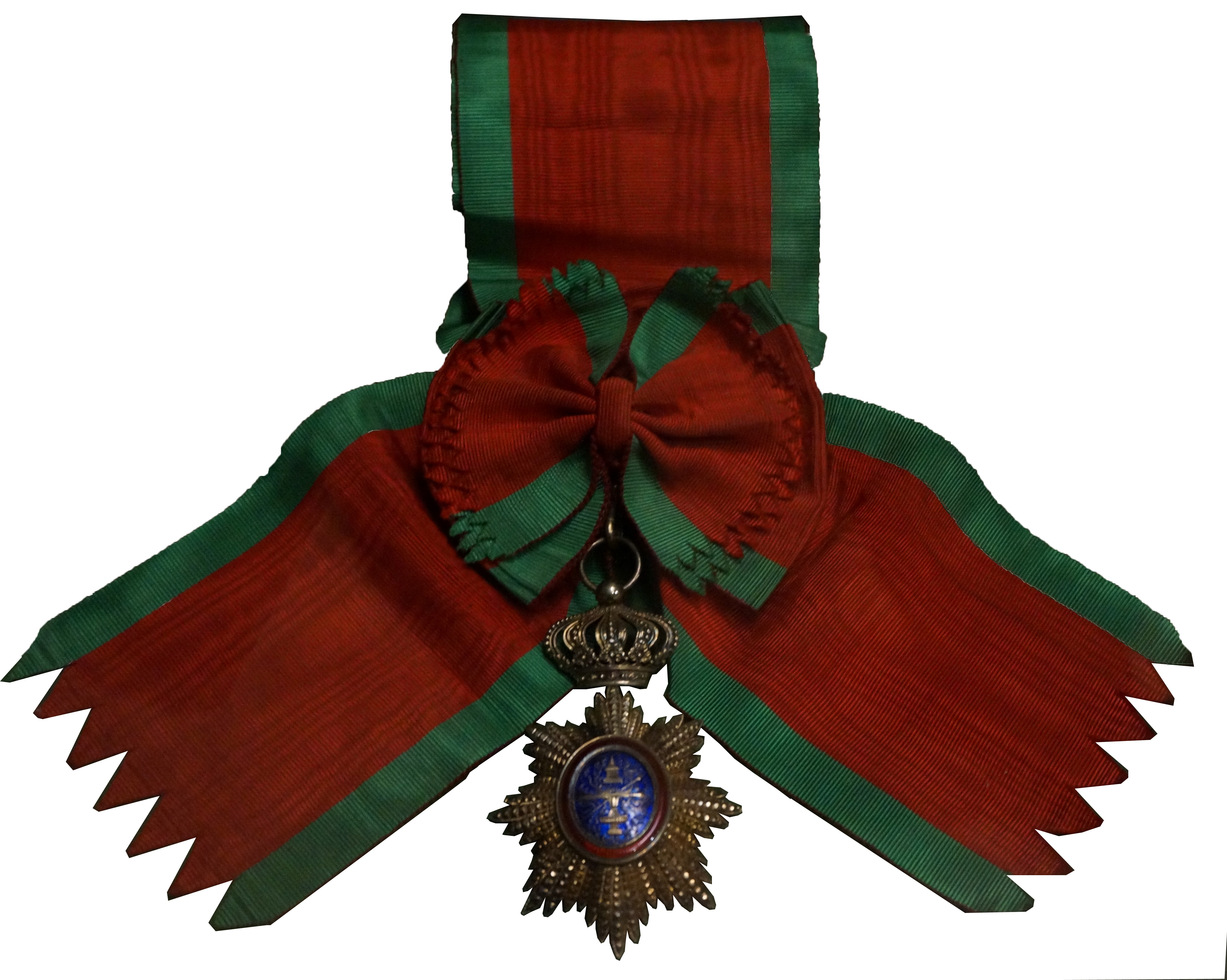
Grand-croix de l’ordre royal du Cambodge du maréchal Joffre, conservée au musée de l'Armée de Paris.

Le 13 décembre 1921, à Phnom Penh, le vieux roi Sisowath, fidèle ami de la France, accueille le maréchal Joffre et lui rend hommage à travers de somptueuses cérémonies. Le Roi exprime sa reconnaissance au Gouvernement français et remet au Maréchal la grand-croix de l’ordre royal du Cambodge.
À Angkor, le 17 décembre 1921, à l'occasion de la visite de Joffre, Sisowath donne un  spectacle grandiose figurant la reconstitution des cortèges des rois khmers : plus de 90 éléphants et 5 000 personnes participent au cortège.
Sur la terrasse du Bengalow, en face du temple ;[Quoi ?] Autour du Maréchal, on retrouve Lord Northcliffe, le Gouverneur général, Maurice Long, Monsieur Finot, directeur de l’École française d’Extrême-Orient, Monsieur Batteur, conservateur d’Angkor, Monsieur Baudoin, résident supérieur en Cochinchine, et André Tudesq envoyé en mission par le Journal en Extrême-Orient.
Une fois la cérémonie terminée, le Roi et ses ministres se font conduire auprès du temple d’où le Maréchal et leur rendent un vibrant hommage.

## Royaume de Siam

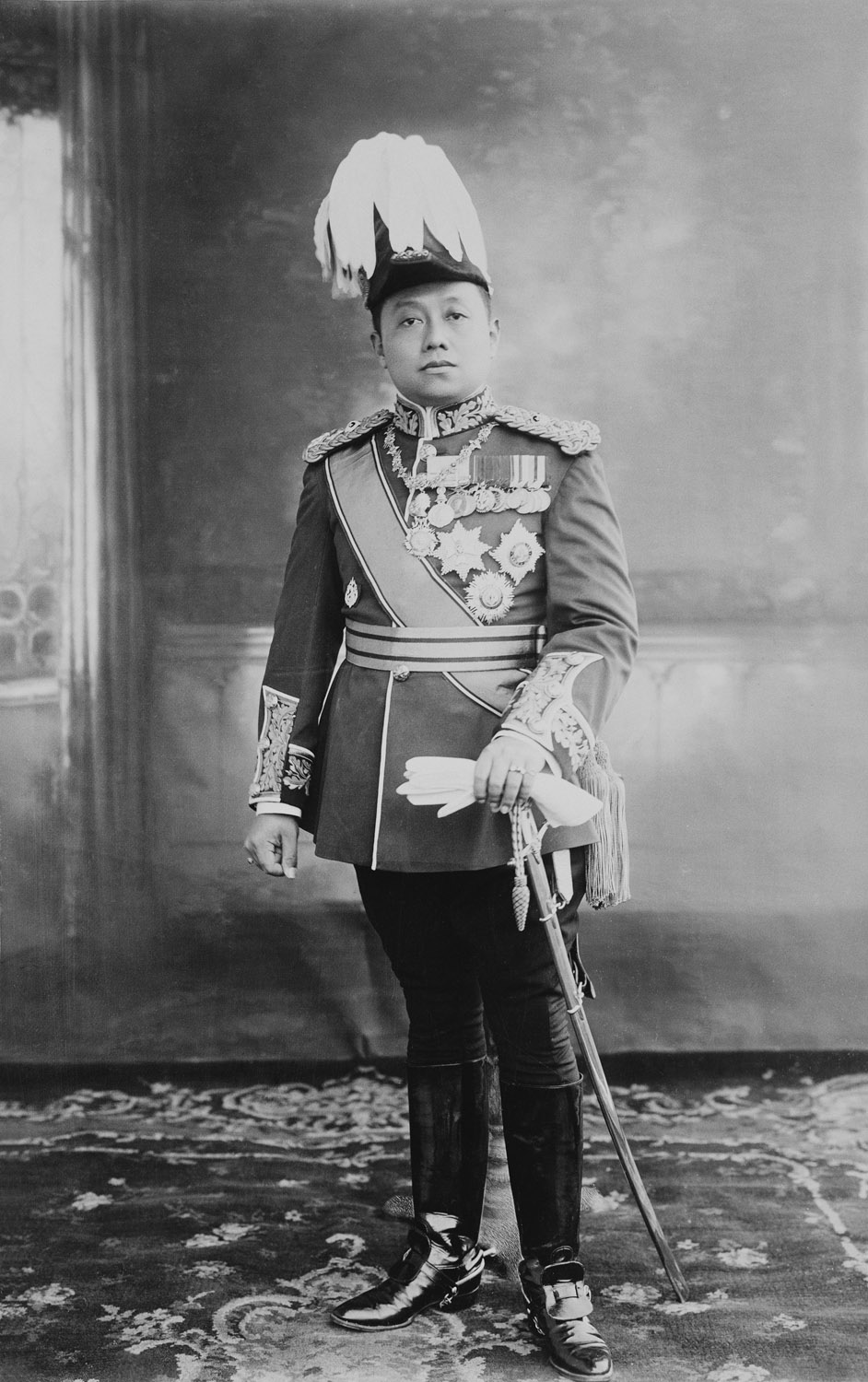
Le roi Rama VI, qui accueillit le maréchal Joffre.

Le 22 décembre 1921, le Maréchal est attendu à l’embarcadère royal par S.A.R. le prince de Nakhon Sawan, chef d’État-major général de l’armée, cousin du Roi : une compagnie de la garde royale rendait les honneurs. Toute la mission est logée au Palais royal de Saranrom.
Le roi Rama VI accueille le maréchal Joffre et sa délégation pour une fastueuse soirée gala en de resserrer les liens entre le royaume de Siam et la France.

À la fin du dîner, le Roi prend la parole :

« Nous sommes heureux, dit-il, de constater que nos relations internationales et surtout celles avec la France sont devenues de plus en plus amicales et cordiales : il est du reste tout naturel que ces relations d’amitié existent avec la France, puisque le premier ambassadeur que le Siam ait envoyé à l’étranger fut accrédité auprès du Gouvernement français. Plus tard les arts et les sciences de la France ont contribué à augmenter et à développer la prospérité du Siam ; à une époque plus récente, la France est devenue notre voisine, ce qui a été une occasion de resserrer les relations d’amitié entre les deux pays. Enfin, lors des événements mémorables qui se sont passés il y a quelques années, lorsque la grande guerre a bouleversé le monde, le Siam s’est rendu clairement compte des immenses difficultés que la France avait à combattre et de l’implacable ambition de ses ennemis. Je ne veux pas m’étendre sur ce point, puisque la guerre est terminée, mais je ne puis m’empêcher de dire : Je suis heureux qu’il ait été permis au Siam de contribuer au triomphe définitif du droit et de la justice. »

Pendant plusieurs jours, le maréchal Joffre se rend à plusieurs cérémonies dîners et banquets organisés à son honneur. Il visite également le camp d’aviation de Don Muong où tous les avions sont d'origine française.
La fin du séjour au Siam est une réussite. Le voyage  marque une date mémorable dans les relations franco-siamoises, pour le plus grand profit de l’Indochine française.

## Retour enIndochine française: Hué, Hanoi et Hai Phong

### Annam: Hué

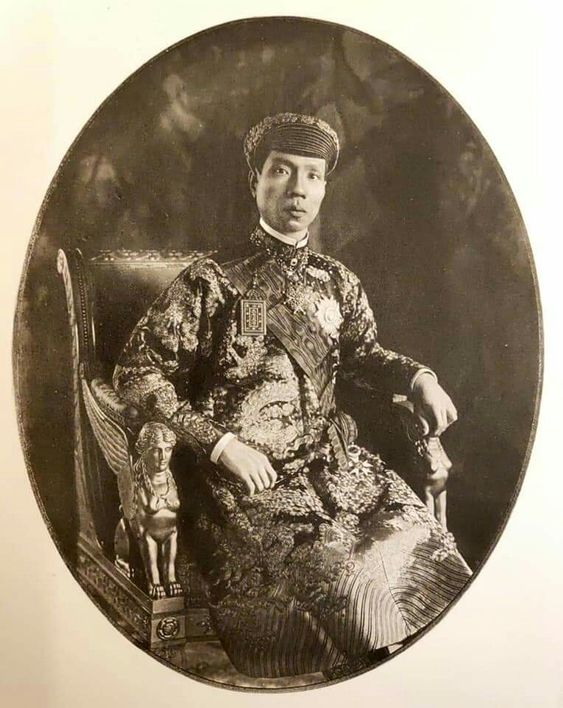
L'empereur Khải Định.

La ville de Hué, le 3 janvier 1922, a joyeusement fêté le Maréchal et l’Empereur Khải Định multiplie à son égard les marques d’honneur et de respect, en le recevant  dans son palais rouge et or, et en venant lui rendre visite chez le Résident supérieur, M. Pierre Pasquier.
L’Empereur a exprimé sa joie de la nomination du Maréchal est choisi comme ambassadeur de la France auprès de lui, et lui rappelle que le capitaine Joffre avait combattu autrefois les ennemis de son père, l’empereur Dong Khanh.
En gage d’admiration, l’Empereur remet au Maréchal un précieux cadeau : un bâton de commandement en argent, en or et en jade, choisi spécialement dans le trésor impérial : seul objet qu’il a jugé digne de l’Illustre Soldat..

### Tonkin: Hanoi
Avant d'arriver à Hanoi, le 5 janvier 1922, une halte est prévue à Ba-Dinh (vi) sur la route de Vinh à Hanoï. C’est un groupe de trois villages célèbres par le siège de janvier 1887 auquel a pris part le capitaine du génie Joffre.
Plus de 200 Annamites décorés de la croix de guerre, des missionnaires, des montagnards (des Muongs) et deux ou trois vieux indigènes décorés de la médaille militaire : ce sont les seuls survivants de la bataille de Ba-Dinh ; l’un d’eux est un ancien sapeur du Maréchal cité à l’ordre de l’armée sur le même ordre du jour que son  capitaine.
Le Maréchal arrive, le 7 janvier 1922, à Hanoï par la gare monumentale. Une foule énorme l’attend pour l’acclamer sur tout son passage jusqu’au Gouvernement général ; Hanoï n’a pas voulu être distancé dans l’enthousiasme par sa rivale Saïgon.
De nombreuses cortèges, illuminations, réceptions des corps et services, des délégations indigènes, des anciens combattants, revue des troupes, dîners officiels, bals attendent le maréchal Joffre .
Le Maréchal rend visite à son ami le père Lecornu : curé de la cathédrale d’Hanoï, ancien capitaine du génie sous les ordres de Joffre. Le père Lecornu, à l'agonie, décédera quelques jours après, le 12 janvier 1922.
Sa Majesté Sisavong, roi de Laos, fait un voyage de deux mois pour venir saluer le vainqueur de la Marne à Hanoi.

### Tonkin: Haïphong
La ville portuaire d'Haiphong organise une grande fête pour fêter le grand Soldat qui est venu remercier l’Indochine de son loyalisme pendant la guerre. 
Le Maréchal fait ses adieux au peuple indochinois, et s’embarque sur le Montcalm, qui le rejoint en baie d’Along : il fait route vers le Japon.

## Empire du Japon
Le croiseur cuirassé Montcalm, entre le matin du 20 janvier 1922 dans la baie de Yokohama. Une haie d’enfants français chantent la Marseillaise en l'honneur du Maréchal tout en agitant le drapeau japonais.
À la descente de la mission, à la gare centrale de Tokyo, plusieurs cortèges et défilés sont organisés en l'honneur du Maréchal et les petits Japonais crient « Banzai ! Banzai ! » (« Longue vie. »).

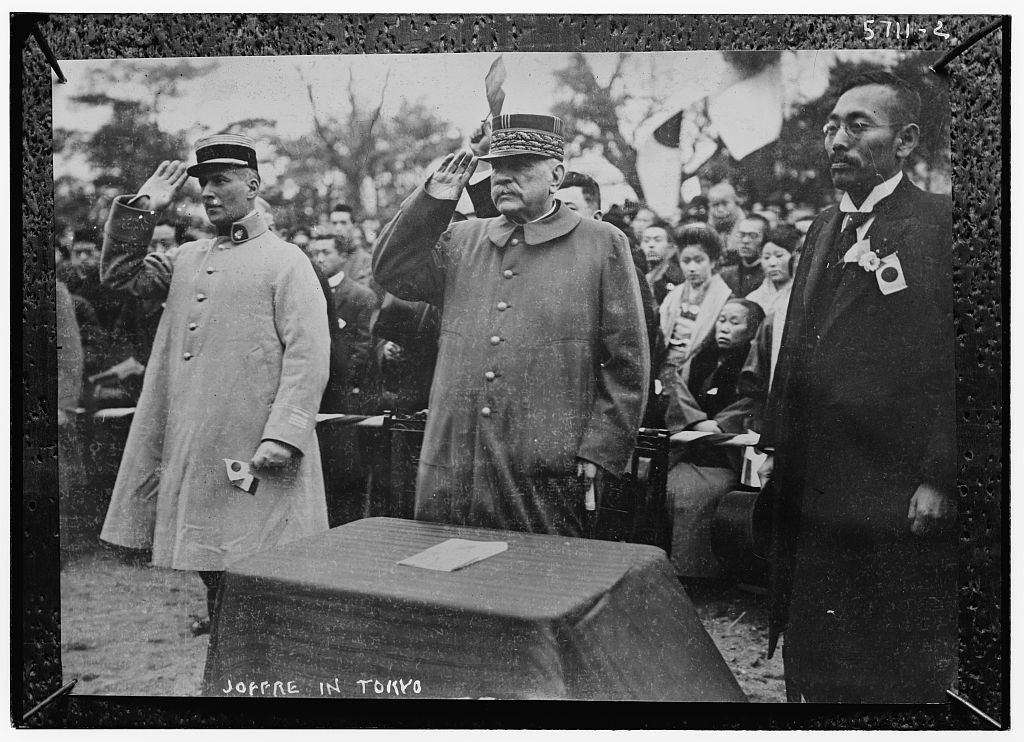
Le maréchal Joffre à Tokyo.

Le 21 janvier 1922, Son Altesse Impériale le Prince Régent Hirohito et Sa Majesté l’Impératrice reçoivent le maréchal en audience particulière, en compagnie de l’ambassadeur de France à Tokyo, M. Paul Claudel.

Le Maréchal s’avance seul, s’incline devant le jeune Prince , et dit : 

« Monseigneur,
« Le Gouvernement de la République m’a chargé du grand honneur de rendre à Votre Altesse Impériale la visite qu’Elle a bien voulu récemment faire à la France. Je viens donc au nom de mon pays remercier Voire Altesse Impériale et Lui témoigner des sentiments de respectueuse sympathie que son séjour a fait naître parmi tous les Français qui ont eu l’honneur de La voir.
« Au cours de la Grande Guerre, les Alliés combattant côte à côte ont pu se connaître et s’apprécier davantage. L’amitié qui s’est ainsi développée entre eux est un des plus sûrs garants de la paix universelle. Tout l’effort des représentants des Nations Alliées doit tendre à rendre plus forte et plus intime celle amitié féconde et je m’estimerais heureux de penser que ma visite au Japon, auquel j’apporte le salut fraternel de la France, ait pu avoir sa part dans cette œuvre de concorde et de paix.
« Tout l’idéal de la France réside dans la paix, dans une paix honorable et juste. C’est pour la paix qu’elle a souffert, c’est pour elle qu’elle a vaincu. La France n’a jamais poursuivi aucun dessein impérialiste : elle ne veut que poursuivre son œuvre millénaire de civilisation avec l’aide de ses Alliés et Amis.
« Je sais que, dans cette tâche, elle peut compter sur les sympathies de Votre Altesse Impériale. Elle me permettra de Lui en exprimer ma reconnaissance et ma joie. » »

À son tour, le Prince répond:

« « Rien ne pouvait m’être plus agréable que d’accueillir en la personne de Votre Excellence le Représentant du Gouvernement de la République. Le Japon tout entier est fier de recevoir le grand capitaine qui, par son talent et sa ténacité, a contribué si puissamment à l’établissement d’une paix juste.
« J’ai vu la France, Monsieur le Maréchal, et dans ses provinces dévastées j’ai trouvé les marques de son héroïque effort, le souvenir des exploits de sa glorieuse armée. Nos deux pays ont lutté côte à côte : entre les Nations qui ont ensemble assuré le triomphe du droit, se sont noués des liens solides d’estime, de sympathie et de confiance, qui sont bien la plus sûre garantie d’un régime de concorde internationale.
« La collaboration entre les Japonais et les Français ne peut être que facile et fructueuse, puisqu’ils travaillent les uns et les autres dans le même esprit, à la réalisation du même idéal : le maintien de la paix et le développement de ces œuvres de civilisation auxquelles nos deux pays ont toujours aimé consacrer leur labeur.
« C’est donc dans une pleine communauté de sentiments avec Votre Excellence que je la remercie d’avoir apporté au Japon le salut de la France et que je vous souhaite la bienvenue dans mon pays. » »

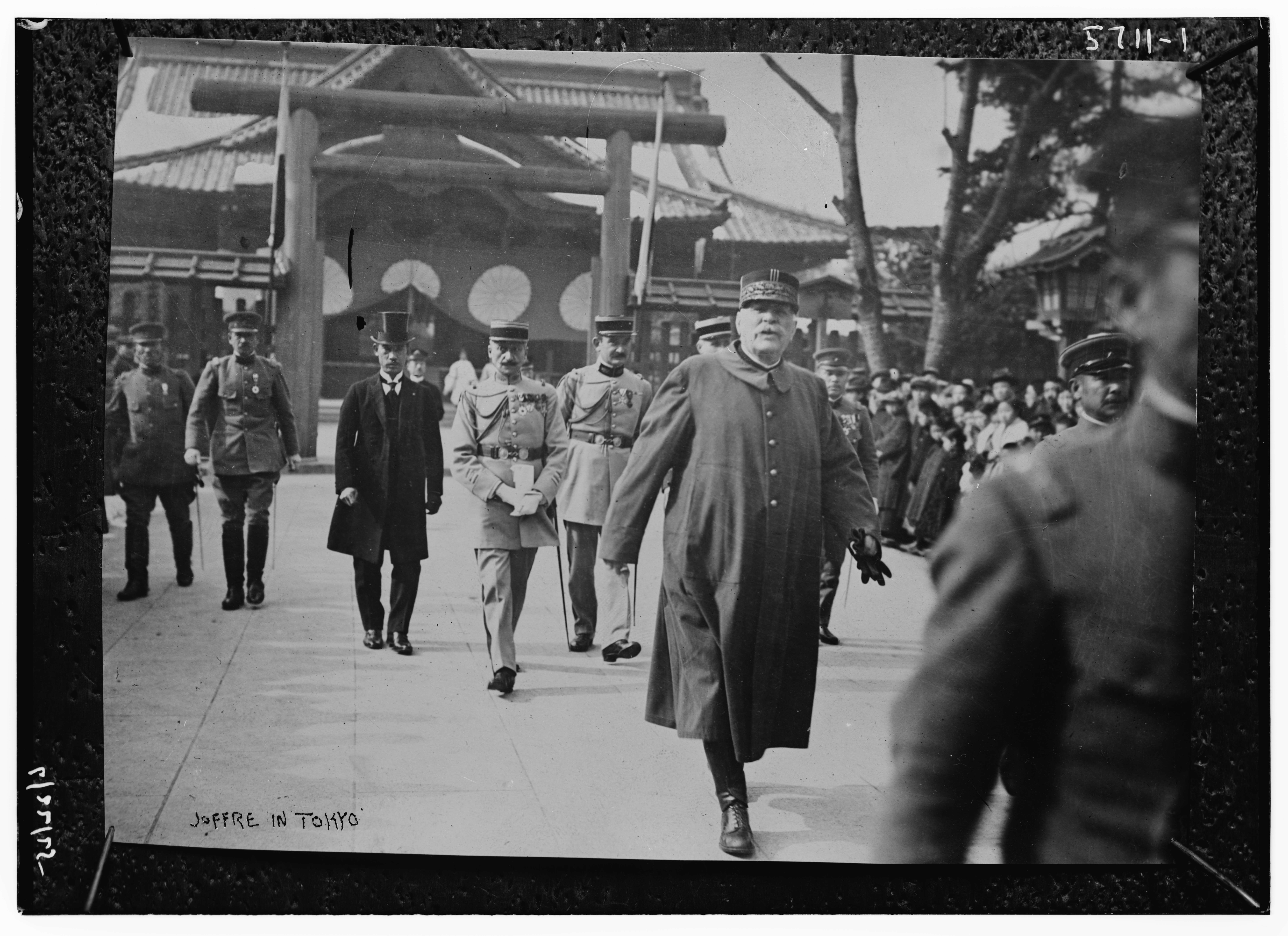
Joffre à Tokyo.

Plusieurs banquets et repas officiels ont lieu, des toasts ont été échangés, tous empreints des sentiments les plus sympathiques et les plus chaleureux pour la France.
Lors d'un banquet militaire, à l'ambassade de France, le maréchal Joffre s’entretient avec le maréchal Uehara, chef d’état-major général de l’armée japonaise : sortis tous les deux de l’arme du Génie, ils se rappellent des souvenirs communs : le maréchal Uehara a été élève de notre École d’application où le maréchal Joffre a été professeur : il fut ensuite pendant trois ans lieutenant au 4e régiment du Génie : « Nos carrières sont semblables, dit Uehara, sauf que je n’ai pas gagné la Marne. » Ce sont deux grands amis.
Pendant son séjour à Tokyo, le Maréchal visite la chambre des pairs, l'université impériale, les temples, le théâtre impérial. Et le Maréchal visite plusieurs villes japonaise (Kyoto, Osaka, Kobé, Miyajima) où il sera triomphalement reçu.
Le Maréchal embarque, le 19 février 1922 à Shimonoseki, à destination de la Corée.

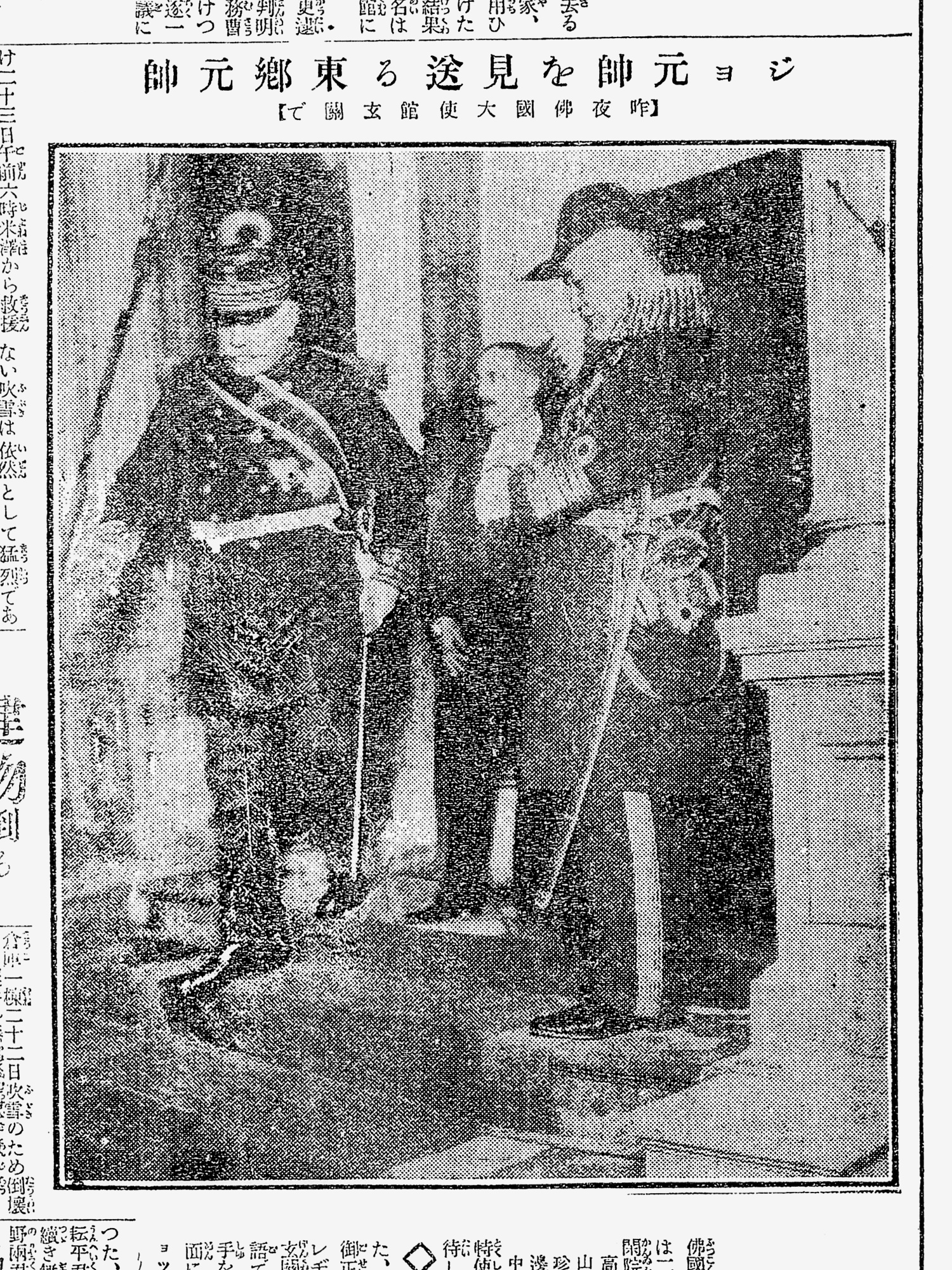
Le maréchal…
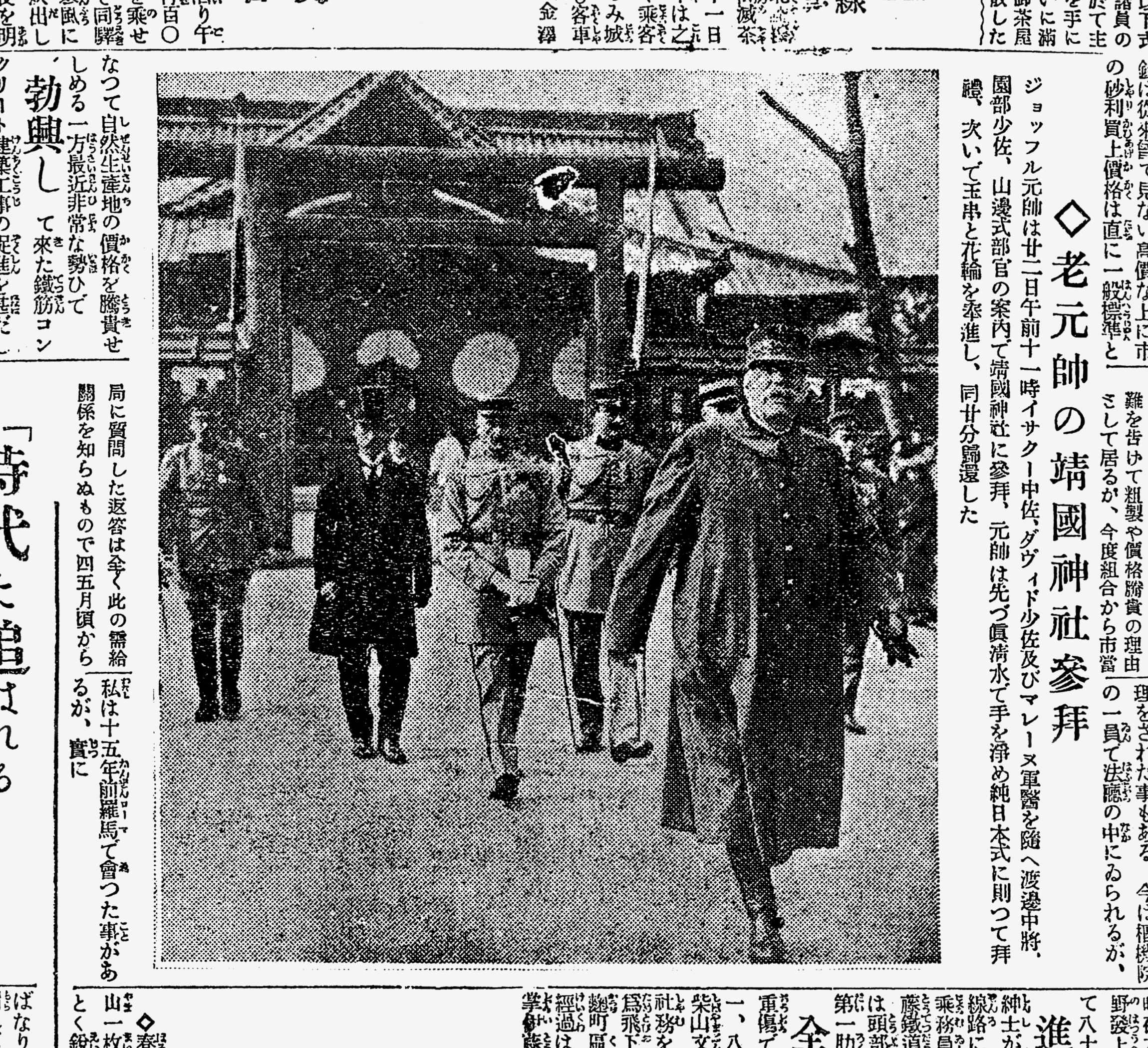
…dans la presse japonaise.

## La Corée
Il faut treize heures pour traverser le détroit qui sépare le Japon de la Corée. De Fusang à Séoul, dix heures de chemin de fer.
Le 21 février 1922 à Séoul, le Maréchal est reçu par quelques militaires japonais et le prince Li qui lui font honneur de leur ville et du port : la Corée étant sous occupation japonaise.
Le Maréchal est retourné à Tchémulpo qu'il a connu, trente-cinq ans plus tôt, et a tenté de retrouver ses souvenirs : mais il n’a rien reconnu : c’est maintenant un grand port moderne.
Le 23 février 1922, le Maréchal prend le train pour aller en Chine.

## Larépublique de Chine

### Mandchourie
Le train stoppe dans l’immense gare déserte de Moukden, le 24 février 1922, le maréchal descend de son wagon, accompagné par le consul de France à Harbin, M. Lépicié, vient à sa rencontre. Les colonies étrangères alliées, les anciens combattants alliés sont réunis aux quelques Français de Moukden pour saluer l’envoyé de la France.
Le maréchal Joffre est reçu par le maréchal Tchang-Tso-Ling, un seigneur de guerre, qui l'invite à un entretien suivi d'un déjeuner. le Maréchal prend congé de son hôte pour se rendre à la mission catholique française et visiter Mgr Blois et ses Pères.

### Pékin
Le 26 février 1922, le Maréchal, accompagné de M. de Fleuriau, notre ministre en Chine, rend visite au président de la République chinoise, M. Shu Che Chang, qui exprime sa reconnaissance à la France de lui avoir envoyé un tel représentant, et forme des vœux de prospérité pour notre pays.
Le Maréchal visite la ville de Pékin à pied et à voiture au contact de la population chinoise. Il est invité à dîner aux Affaires étrangères, suivi de bal avec l'élite chinoise.
Le 28 février 1922, le maréchal participe à la revue militaire au Si Yuan, au pied du palais d’Été. Joffre visite de l’hôpital Saint-Michel où le directeur, le docteur Bussière, est un des meilleurs agents de l’influence française à Pékin ; il est aidé dans sa tâche par des sœurs de Saint-Vincent de Paul françaises et indigènes.
Au sortir de l’hôpital, le Maréchal se rend au Pétang pour y faire visite à Mgr Stanislas Jarlin, le vicaire apostolique de Pékin. Le Pétang est la célèbre concession française catholique où les missionnaires, les religieuses et les chrétiens chinois, défendus par Paul Henry et une poignée de marins français et italiens, subirent le mémorable siège qui dura du 15 juin au 16 août 1900.
Mgr Jarlin, la rosette de la Légion d’honneur sur sa soutane, reçoit le Maréchal au milieu de ses missionnaires lazaristes. Il lui adresse un très simple compliment de bienvenue ; il évoque la grande mémoire de Mgr Favier, les journées tragiques de 1900, celles de septembre 1914, le sacrifice de tous ceux qui sont morts pour la France que le Maréchal ému essuie une larme.

### Tien-Tsin
Le 3 mars 1922, le Maréchal quitte Pékin par train spécial pour Tien-Tsin où des grands préparatifs ont été faits pour le recevoir.
Accompagné du colonel Pasquier, le 4 mars 1922, commandant le Corps Français d’occupation, il passe devant les troupes françaises, et remet quelques décorations ; puis le défilé commence.
Les Américains dans des uniformes tout neufs ; la compagnie anglaise de siks, l’arme à la main, farouches, suivant un gigantesque joueur de grosse caisse à demi couvert d’une peau de tigre et jonglant avec ses tampons ; les quatre compagnies franco-annamites encadrant le fier drapeau du 16e colonial ; les Japonais frappant le sol à chaque pas ; … 

Ensuite le Maréchal se dirige, sous des arcs de triomphe, vers la réception organisée au Cercle Français. Un défilé de plus d’un millier de personnes : le Conseil municipal de la Concession française, la Chambre de commerce française, une délégation d’officiers chinois, la Chambre de commerce chinoise, les anciens combattants alliés, une jeune Alsacienne en costume, les élèves de l’École municipale française, la colonie française, les colonies alliées… Lors d'un discours du  consul d’Angleterre, s’écrie:

« M. le maréchal Joffre est un grand Français ; mais il est encore autre chose ; il est une grande figure dans l’histoire du monde, et j’exprime le sentiment de tous ceux qui sont ici, quand je dis que nous regardons le Maréchal avec le même respect que si nous étions Français nous-mêmes. Ce jour demeurera pour jamais dans notre souvenir et nous serons tous fiers de pouvoir dire à nos enfants et aux enfants de nos enfants : à Tien Tsin, le 4 mars 1922, j’ai vu le maréchal Joffre, je lui ai parlé, je lui ai serré la main »

Le Maréchal prend congé du Gouverneur, et par la concession italienne, regagne le train qui le ramène à Pékin.

### Retour à Pékin
Le 6 mars 1922: Une réunion regroupe la colonie française de Pékin autour du Maréchal et de notre ministre plénipotentiaire dans la cour de la Légation de France.: M. de Fleuriau prend la parole:

« Nous vous prions, monsieur le Maréchal, de poser la première pierre du monument qui va être élevé ici à la mémoire des Français de Chine morts pour la Patrie. Mgr Jarlin vous a dit, l’autre jour, comment en 1914, à l’appel de la mobilisation, tous ces Français, missionnaires, commerçants, ingénieurs, employés, étaient accourus à Pékin de tous les coins de la Chine. De ceux-là, beaucoup ne sont pas revenus, et c’est à leur souvenir que nous consacrons un monument dans cette Légation, qui est le centre des Français de Chine.
Sous sa forme très simple, il sera le témoignage de l’union de tous les Français de Chine, dans le respect que nous gardons à nos glorieux morts et dans le dévouement que nous vouons tous à notre patrie. Nous sommes heureux de pouvoir associer votre nom à ce double témoignage parce que beaucoup de nos morts ont servi sous vos ordres et aussi parce que vous personnifiez à nos yeux le dévouement à la Patrie. Nous respectons et aimons en vous le patriote, dans toute l’acception de ce mot qui fut jadis inventé en l’honneur d’un de vos illustres prédécesseurs, le maréchal Vauban. Et votre présence trop brève au milieu de nous est pour chacun de nous dans sa modeste sphère une leçon vivante et un encouragement à imiter votre exemple et à nous consacrer comme vous à bien aimer et à bien servir la Patrie.
Voilà pourquoi, monsieur le Maréchal, nous, Français de Chine, tenons tant à associer votre nom à ce petit monument dont je vous demande maintenant de poser la première pierre. »

Accompagné du Ministre et des anciens combattants, le Maréchal scelle le bloc , d’un peu de ciment, du monument dédié aux batailles françaises (Marne, Ypres, Verdun,..) . Ensuite, Joffre a fait ses visites d’adieu au président de la République de Chine et aux ministres .

### Shanghaï
Le 9 mars 1922, la mission française débarque à Shanghaï. Une foule française ardente l’attend, et lorsque le Maréchal parait, une sorte de délire la secoue. C’est une visite triomphale de la Concession et des principales œuvres françaises que M. Wilden, Consul général de France, propose au Maréchal.

Au Cercle Sportif Français, rendez-vous de tout le Shanghai , que la riche colonie française reçoit le Maréchal. Le président de la Chambre de commerce, dans un toast, fait un rapprochement heureux :

« Il y a vingt-deux ans, dit-il, un autre Maréchal passait ici une revue ; il était arrogant et dur ; il n’avait gagné aucune victoire ; c’était un Allemand, le maréchal de Waldersee. Aujourd’hui, voici que notre bonne fortune nous amène un autre maréchal, celui-là un vrai vainqueur, simple et bon ; et cette fois, c’est un Français ! c’est vous, monsieur le Maréchal ! »

Le lendemain, un déjeuner est offert par les Gouverneurs civil et militaire chinois de Shanghaï, le Maréchal est reçu par la Municipalité française de la Concession. Tout le Conseil est assemblé en séance. Le Président, M. le consul-adjoint de Laprade, prononce un beau discours émouvant. Il raconte de quelle manière dramatique Shanghaï apprit la bataille de la Marne par un télégramme de notre ambassadeur en Russie, M. Paléologue, la reconnaissance des Français et des Alliés, la manifestation populaire qui le soir même donnait le nom de Joffre à une rue baptisée depuis longtemps du nom d’un médecin allemand.
Toute la Concession flamboie, le 11 mars 1922: l’Hôtel de Ville, le Consulat, les écoles, les maisons particulières, des pylônes, des arcs de triomphe, tout est illuminé : une foule énorme de Chinois curieux, encombre les rues. Lentement, l’automobile du Maréchal parvient au Cercle Sportif où 400 anciens combattants alliés ont tenu à le recevoir. Le Maréchal reçoit un hommage appuyé de plusieurs officiers français et de nations alliées.

## Chronologie de la Mission
- Saïgon : Du 9 au 12 décembre 1921
- Phnom Penh : Du 13 au 15 décembre 1921
- Angkor : Du 15 au 17 décembre 1921
- Bangkok : Du 20 au 28 décembre 1921
- Voyage à bord du croiseur cuirassé Montcalm…
- Tourane : Du 1er au 3 janvier 1922
- Hué : Du 3 au 4 janvier 1922
- Ba Dinh : Du 5 au 7 janvier 1922
- Hanoi – Haiphong : Du 7 au 12 janvier 1922
- Voyage à bord du croiseur cuirassé  Montcalm…
- Japon : Du 20 janvier au 18 février 1922
- Voyage à bord du croiseur cuirassé Montcalm…
- Séoul : Du 20 au 22 février 1922
- Manchourie : Du 23  au 25 février 1922
- Pékin : Du 26 février au 3 mars 1922
- Tien Tsin: Du 3 au 5 mars 1922
- Pékin : Du 6 au 8 mars 1922
- Shanghai : Du 9 au 12 mars 1922
- Départ aux États-Unis  : 12 mars

## Le retour en France
Le 12 mars 1922, le Maréchal quitte la Chine pour rentrer en France ; il préférait, sur la sollicitation de ses amis américains de traverser les États-Unis plutôt que de refaire le long voyage par Suez : pour la deuxième fois, il a accompli le tour du monde.

Le retour du Maréchal Joffre aux États-Unis.

Sa mission officielle est terminée : partout où il est passé, son renom, sa gloire ont profité à la Patrie. La France a renforcé ses liens économiques, militaires, amicales avec le Japon, la Chine et la Thaïlande et la France a pu contrer les influences anglaise et américaine.

### Les cadeaux offerts au maréchal Joffre
Pendant son voyage en Extrême-Orient, le maréchal Joffre reçoit une quantité de cadeaux diplomatiques (ordre royal du Cambodge, plusieurs sabres d'honneur, tableaux, objets de décorations...).
Une partie des cadeaux se trouve actuellement au musée de l’Armée de Paris.